# اکتور یاسالده
اِکتور یاسالده (اسپانیایی: Héctor Yazalde‎؛ زاده ۲۹ مهٔ ۱۹۴۶ درگذشته ۱۸ ژوئن ۱۹۹۷) بازیکن فوتبال اهل آرژانتین بود که در پست مهاجم بازی می‌کرد.